# Lady Kash & Krissy
Lady Kash & Krissy (Kalaivani Kash y Saradha Krissy), es un dúo musical femenino de Singapur, ambas integrantes de ascendencia india. Entre los géneros musicales que ellas interpretan son el Pop, Hip Hop, Rap, R & B, Soul, Urban y World Music.

## Historia
El dúo nació y se formó en Singapur, aunque las raíces ancestrales del dúo son originarios de la India. Ellas se conocieron en 2006 a través de una red social y en 2008 establecieron una carrera musical dúo. Con el paso del tiempo tuvieron una creciente base de fanes mundial en tan sólo unos meses de haber iniciado su carrera en 2008. Más adelante, ellas saltaron a la fama mundial masiva después de que interpretaran para una banda sonora titulada ("Irumbile Oru Irudhayam") que fue compuesto por el ganador de los premios Grammy, el compositor AR Rahman para la película "Enthiran"b en 2010, conocida también este film como (El Robot), que fue una de las más grandes producciones, si bien ellas también han participado para otras bandas sonoras para el cine hindú. Cabe destacar que Lady Kash y Krissy, también habían escrito y compuesto para sus propias canciones para participar en bandas sonoras.

## Carrera
A principios de 2008, Lady Kash comenzó su carrera en solitario dentro de la industria de la música. Más adelante ese mismo año, en septiembre, Krissy se unió a Krissy que a partir de entonces, formaron el dúo Lady Kash y Krissy. Durante ese período, lanzaron unos cuantos singles como ("Wherever You Are", "Its Your Time", etc.). Durante los próximos 2 años, empezaron a conquistar fanes y difundir sus obras a través de sus diversas iniciativas independientes. En 2009, ellas se fueron a la India, país de origen de sus progenitores y continuaron su carrera de allí para luego ganar más experiencias en el campo musical. En 2010, el compositor de música, Joshua Sridhar, quería comprobar sus voces para una película en un cine Canarés. Benny Dayal, colaboró a Kash y Krissy, para interpretar un tema musical para una banda sonora de una película en ritmo rapero. Benny estaba impresionado por la voz del dúo, cuando oyó sus voces y se había dado cuenta de inmediato de ellas por el gran talento que tenían. Unos días después, Benny Dayal había compartido al instante con Lady Kash y Krissy para cantar, con la ayuda del compositor AR Rahman.

## Discografía

### Singles
| Canción            | Lanzamiento | Álbum     |
| ------------------ | ----------- | --------- |
| "Friction"         | 2008        | Non-album |
| "Its Your Time"    | 2009        | Non-album |
| "Wherever You Are" | 2009        | Non-album |
| "Still You"        | 2010        | Non-album |

### Bandas sonoras y otros proyectos
| Canción                           | Lanzamiento | Álbum                   | Composición    | Cointérpretes                   | Notss                                                    |
| --------------------------------- | ----------- | ----------------------- | -------------- | ------------------------------- | -------------------------------------------------------- |
| "Semmozhiyaana Thamizh Mozhiyaam" | 2010        | Non-album               | A. R. Rahman   | Various artists                 | Official Theme Song for World Classical Tamil Conference |
| "Dochey"                          | 2010        | Komaram Puli            | A. R. Rahman   | Shreya Ghoshal                  | Also wrote the Rap lyrics                                |
| "Irumbile oru Irudhaiyam"         | 2010        | Enthiran                | A. R. Rahman   | A. R. Rahman                    | Also wrote the English lyrics                            |
| "Bathing at Cannes"               | 2010        | Engeyum Kaadhal         | Harris Jayaraj | Emcee Jesz, Ranina Reddy        | Also wrote their respective English lyrics               |
| "Gaana Bajaana"                   | 2010        | Gaana Bajaana (Kannada) | Joshua Sridhar | Joshua Sridhar, Sayanora Philip | Also wrote the English Rap verse                         |

### Álbumes
- Dreams (Promotional album) (to be released)
- Untitled debut album (in progress)